# Bayrischzell
Bayrischzell est une commune de Bavière (Allemagne), située dans l'arrondissement de Miesbach, dans le district de Haute-Bavière.

Situation de Bayrischzell (en rouge) dans l'arrondissement de Miesbach

## Démographie
| 1840 | 1871 | 1900 | 1925 | 1939  | 1950  | 1961  | 1970  | 1987  |
| ---- | ---- | ---- | ---- | ----- | ----- | ----- | ----- | ----- |
| 460  | 385  | 535  | 889  | 1 087 | 2 059 | 1 736 | 1 612 | 1 571 |

| 2000  | 2005  | 2009  | - | - | - | - | - | - |
| ----- | ----- | ----- | - | - | - | - | - | - |
| 1 555 | 1 621 | 1 577 | - | - | - | - | - | - |